# Stazione di Alcamo
La stazione di Alcamo era una stazione ferroviaria posta sulla linea Alcamo Diramazione-Castelvetrano-Trapani, sita in aperta campagna, nel territorio comunale di Calatafimi Segesta a sudovest della Riserva naturale orientata Bosco di Alcamo istituita nel 1984 e situata sulla cima del monte Bonifato, la montagna che sovrasta l'abitato di Alcamo.
La stazione, il cui fabbricato è ancora in discrete condizioni, era ubicata in contrada Vivignato nel comune di Calatafimi non lontana dall'incrocio tra la Strada provinciale 11 e la Strada provinciale 33, ed era raggiungibile da Alcamo da cui era distante 8 km, attraverso la Strada statale 119 e la Strada provinciale 11.

## Storia
La stazione è entrata in funzione il 5 giugno 1881 con l'apertura della tratta Castellammare del Golfo-Castelvetrano ed era anche al servizio dell'adiacente Baglio Florio, costruito nel 1875 da Ignazio Florio, quando il successo del vino marsala aveva portato la famiglia d'imprenditori ad estendere la loro area di approvvigionamento in uve: qui arrivavano le uve, e qui venivano svolte le prime fasi della produzione del vino che veniva poi inviavato a Marsala tramite strada ferrata per il lungo affinamento finale e la commercializzazione. Il baglio venne disegnato dal grande architetto Giuseppe Damiani Almeyda il progettista, tra l'altro, di Villa Florio a Favignana. Un binario della stazione era dotato di uno snodo ferroviario, ancora oggi presente, proprio davanti il grande ingresso sormontato dal Leo Bibens simbolo della famiglia Florio e un binario entrava all'interno del baglio in modo che i carri potessero essere caricati direttamente nel magazzino, all'interno del quale vi sono ancora delle grandi piastre rotanti che servivano a girare i vagoni.
Nel corso poi dei primi decenni del XX secolo le numerose spese sostenute da Ignazio Florio Jr. e una cattiva gestione dei beni, portarono la famiglia ad una graduale decadenza che si concluse con la liquidazione della gran parte dei beni per coprire i debiti, tra cui il Baglio di Alcamo che nel 1931 venne acquistato da una famiglia locale, gli Adamo. Nel corso degli anni trenta, ormai vetusta, la stazione perse ogni importanza, anche a causa della cessazione dell'attività produttiva dei Florio, in favore della nuova stazione di Alcamo Diramazione, e avendo perso nei decenni successivi, sempre più importanza e traffico passeggeri, venne definitivamente dismessa nel novembre 2006.

## Strutture e impianti
La stazione era dotata di tre binari passanti, ancora presenti, di cui i primi due utilizzati oltre che per il traffico viaggiatori, per precedenze e incroci, di cui il primo in corretto tracciato. I treni accedono alla stazione in corretto tracciato sul primo binario, mentre sono instradati in deviata sul secondo. Il terzo era destinato al traffico merci e sul binario era presente lo snodo meccanico che veniva ruotato di 90° per introdurre i carri ferroviari all'interno del Baglio Florio. La piastra rotante davanti all'ingresso del Baglio porta la data del 1889 e il marchio di fabbrica della fonderia Oretea di Palermo che era anche questa di proprietà dei Florio.